# Knooppunt De Hogt
Het Knooppunt De Hogt is een Nederlands verkeersknooppunt in de Randweg Eindhoven voor de aansluiting van de autosnelweg A2 en autoweg N2 op de A67. Het is genoemd naar het natuurterrein de Hogt, nu deel van het terrein Dommeldal van natuurmonumenten.
Dit knooppunt is geopend in 1968 als half klaverblad, waarin nog ruimte werd overgelaten (te zien in de afbeelding rechts) voor de nog aan te leggen A69 die in zuidelijke richting zou doorlopen. Deze plannen zijn nooit uitgevoerd. In de jaren 80 is het knooppunt uitgebouwd naar een halve klaverturbine, waarbij een viaduct zonder gebruik tot circa 2007 nog is blijven staan. Eind juli 2009 is het na een grondige reconstructie opnieuw opgesteld als half-sterknooppunt.
Het hoogste punt van dit knooppunt ligt 21 meter boven het maaiveld en bevindt zich in de fly-over van de parallelbaan N2 in zuidelijke richting. Dit is tevens het hoogste punt van de tussen 2006 en 2010 geheel vernieuwde Randweg Eindhoven.

## Richtingen knooppunt
| Aansluitende wegen             | Aansluitende wegen                                      | Aansluitende wegen                                                                    | Aansluitende wegen | Aansluitende wegen |
| ------------------------------ | ------------------------------------------------------- | ------------------------------------------------------------------------------------- | ------------------ | ------------------ |
|                                |                                                         | / Poot van Metz / Randweg Eindhoven richting Veldhoven / 's-Hertogenbosch / Amsterdam |                    |                    |
|                                |                                                         |                                                                                       |                    |                    |
| richting Eersel / Turnhout (B) | / Randweg Eindhoven richting Weert / Maastricht / Venlo |                                                                                       |                    |                    |
|                                |                                                         |                                                                                       |                    |                    |
|                                |                                                         |                                                                                       |                    |                    |